# كارل بوتشنر
كارل بوتشنر (بالإنجليزية: Karl Buechner)‏ هو مغني أمريكي، ولد في 23 ديسمبر 1970 في سيراكيوز في الولايات المتحدة.